# Clinchage

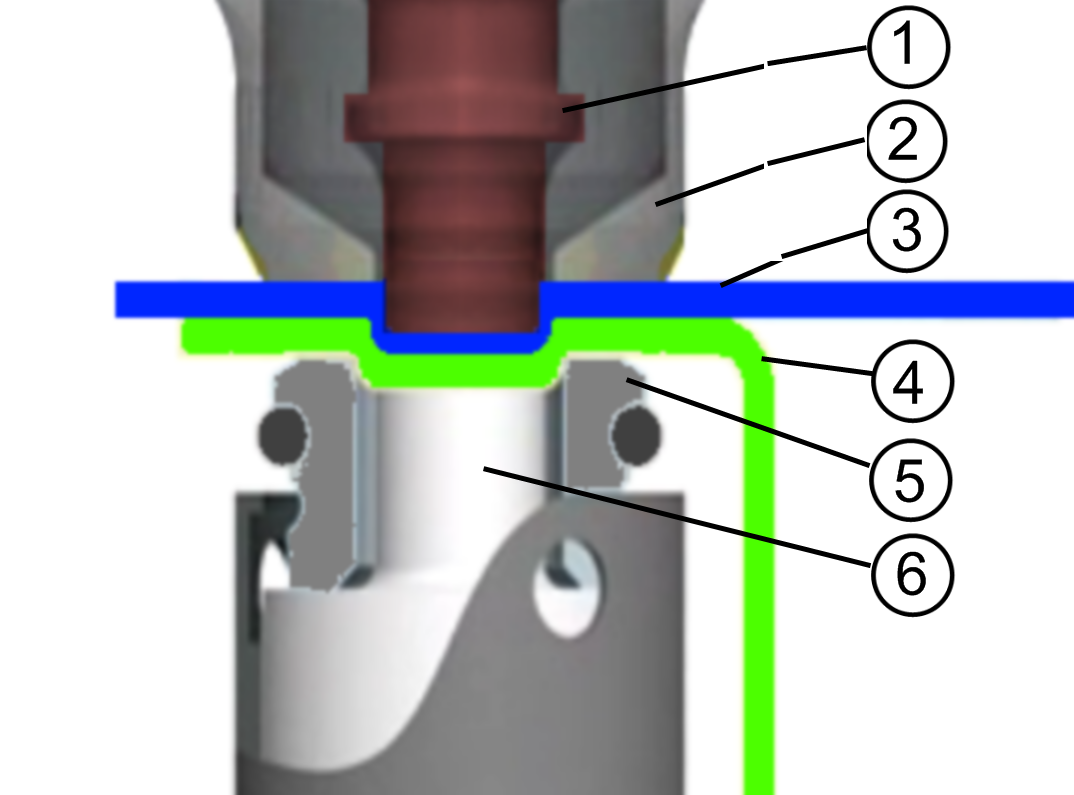
Clinchage de tôles.

Le clinchage ou assemblage-emboutissage est une technique d'assemblage mécanique de tôles métalliques minces (3) et (4). 

## Principe
Le principe de base est de connecter deux tôles métalliques par emboutissage entre un poinçon (1), guidé par une presse (2), et une matrice (5), et éjectées par un doigt (6). Les tôles subissent localement une déformation plastique à froid, formant un point de connexion. Le formage à froid est utilisé comme technique d'assemblage. Voir un exemple.

## Propriétés
Le clinchage présente d'importants avantages :
- il ne nécessite pas d'apport de matière comme avec le soudage ou le brasage ;
- il permet l'assemblage de tôles d'épaisseurs différentes ;
- il permet l'utilisation de tôles de matières différentes (ex. aluminium et acier) ;
- il permet l'utilisation de tôle déjà peinte ou traitée anti-corrosion.

Par contre, cet assemblage n'est ni étanche ni démontable.